# واحد یاهالوم
واحد یاهالوم (انگلیسی: Yahalom) یگان عملیات ویژه و مهندسی رزمی نیروی زمینی اسرائیل و تحت امر سپاه مهندسی رزمی اسرائیل است، که در سال ۱۹۹۵ تأسیس شد. این واحد در زمینه خنثی‌سازی مواد منفجره، بمب و مین زمینی فعالیت می‌کند.
یاهالوم یک واحد طبقه‌بندی شده است و تقریباً هیچ یک از فعالیت‌های ویژه آن در معرض دید عموم قرار نمی‌گیرد. گزارش‌های عمومی از فعالیت‌های آن معمولاً فقط به یک "نیروی مهندسی رزمی" نسبت داده می‌شود؛ اصطلاحی که می‌تواند به طور یکسان نیروهای مهندسی معمولی، اپراتورهای کاترپیلار دی۹ ارتش اسرائیل و شرکت‌های مهندسی پیاده‌نظام را توصیف کند. هفته‌نامه دفاعی جین ادعا کرده است که یاهالوم با سایرت متکل و شایتت ۱۳ همکاری نزدیکی دارد و مهارت‌های تخریب، انفجار و خرابکاری را در اختیار آنها قرار می‌دهد. بیشتر تجهیزاتی که یاهالوم برای مأموریت‌های خود توسعه داده است، طبقه‌بندی شده است. یاهالوم رازداری را حفظ می‌کند تا توسعه اقدامات متقابل را برای دشمنان دشوارتر کند.